# Ouve-Wirquin
Ouve-Wirquin település Franciaországban, Pas-de-Calais megyében. Lakosainak száma 496 fő (2022. január 1.). Ouve-Wirquin Remilly-Wirquin, Avroult, Cléty, Merck-Saint-Liévin és Wavrans-sur-l’Aa községekkel határos.

## Népesség
A település népességének változása:
| Lakosok száma | 519  | 511  | 517  | 506  | 504  | 503  | 503  | 498  | 496  |
|               | 2013 | 2015 | 2016 | 2017 | 2018 | 2019 | 2020 | 2021 | 2022 |